# Kurt Ralske
Kurt Ralske (* 1967 in New York, NY) ist ein US-amerikanischer Komponist und Videokünstler.
Er gründete 1988 die Indie-Pop-Band Ultra Vivid Scene, später war sein erstes Soloalbum AMOR 0 + 01. Ferner produzierte Ralske Alben für Bands wie Rasputina und Boo Trundle. Er lebt in Manhattan. 